# Materia Oscura (álbum)
Materia Oscura es un disco recopilatorio del grupo musical Aviador Dro editado en el año 1998 por el sello "Lollipop" bajo la referencia LOL CD 099.
Dicho recopilatorio consta de un total de 16 temas conteniendo caras B y rarezas, editados en sencillos, maxis, recopilaciones y EP entre 1982 y 1994. Conviene hacer notar la inclusión del tema "En mi radio" que se descartó en las sesiones de grabación de su LP "Trance" de 1991.

## Lista de canciones
| Título                               | Autor                  | Duración |
| ------------------------------------ | ---------------------- | -------- |
| Amor industrial                      | Servando Carballar     | 4:48     |
| Selector de Frecuencias              | Servando Carballar     | 6:09     |
| Arquitecto Acero                     | Servando Carballar     | 5:31     |
| Envasados al Vacío                   | Servando Carballar     | 3:56     |
| El Intruso                           | Servando Carballar     | 4:08     |
| Anarquía en el Planeta               | (Versión Sex Pistols)  | 2:51     |
| La Interferencia                     | Servando Carballar     | 3:10     |
| Escalando las Nieves del Kilimanjaro | Servando Carballar     | 4:13     |
| Tejidos                              | Servando Carballar     | 4:40     |
| Juramento de Fidelidad               | Servando Carballar     | 4:43     |
| El Circo                             | Servando Carballar     | 4:49     |
| Pálida                               | Servando Carballar     | 4:14     |
| Interzona                            | Servando Carballar     | 3:09     |
| Ella perdió el Control               | (Versión Joy Division) | 5:52     |
| Alter Ego                            | Servando Carballar     | 5:47     |
| En mi Radio                          | Servando Carballar     | 4:30     |